# Stazione di Genova Quarto dei Mille
Stazione di Genova Quarto dei Mille vasútállomás Olaszországban, Genova településen.

## Vasútvonalak
Az állomást az alábbi vasútvonalak érintik:
- Pisa–La Spezia–Genova-vasútvonal

## Kapcsolódó állomások
A vasútállomáshoz az alábbi állomások vannak a legközelebb:
- Stazione di Genova Sturla
- Lojolo railway halt
- Pietrarugia railway halt